# Mezquita de Niujie

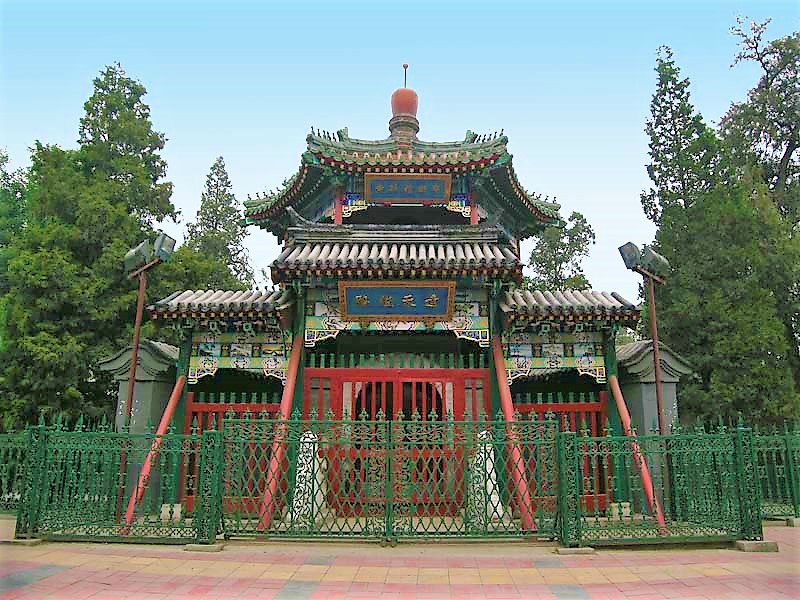
Puerta principal de la Mezquita de Niujie.

La Mezquita de Niujie (chino 牛街清真寺 pinyin niújiē qīngzhēnsì tr. Mezquita de la Calle de la Vaca), es la mezquita más antigua de Pekín, China. Fue construida en 996 y reconstruida y ampliada bajo el mandato del emperador Kangxi (1622-1722).
La mezquita se encuentra en el distrito Xuanwu de Pekín, el centro espiritual de unos 10 000 musulmanes. Es la mayor y más antigua mezquita de Pekín. Niujie (Calle de la vaca) es la mayor zona habitada por musulmanes de Pekín.
La mezquita de Niujie cubre un área de unos 6 000 metros cuadrados. Su arquitectura muestra la mezcla entre las culturas china e islámica. Desde el exterior se observa la influencia de la arquitectura tradicional china, mientras que el interior está decorado al estilo islámico. La mezquita, hecha de madera, aloja reliquias otros vestigios importantes, como la placa de un decreto imperial proclamado en 1694 durante la era de la Dinastía Qing.

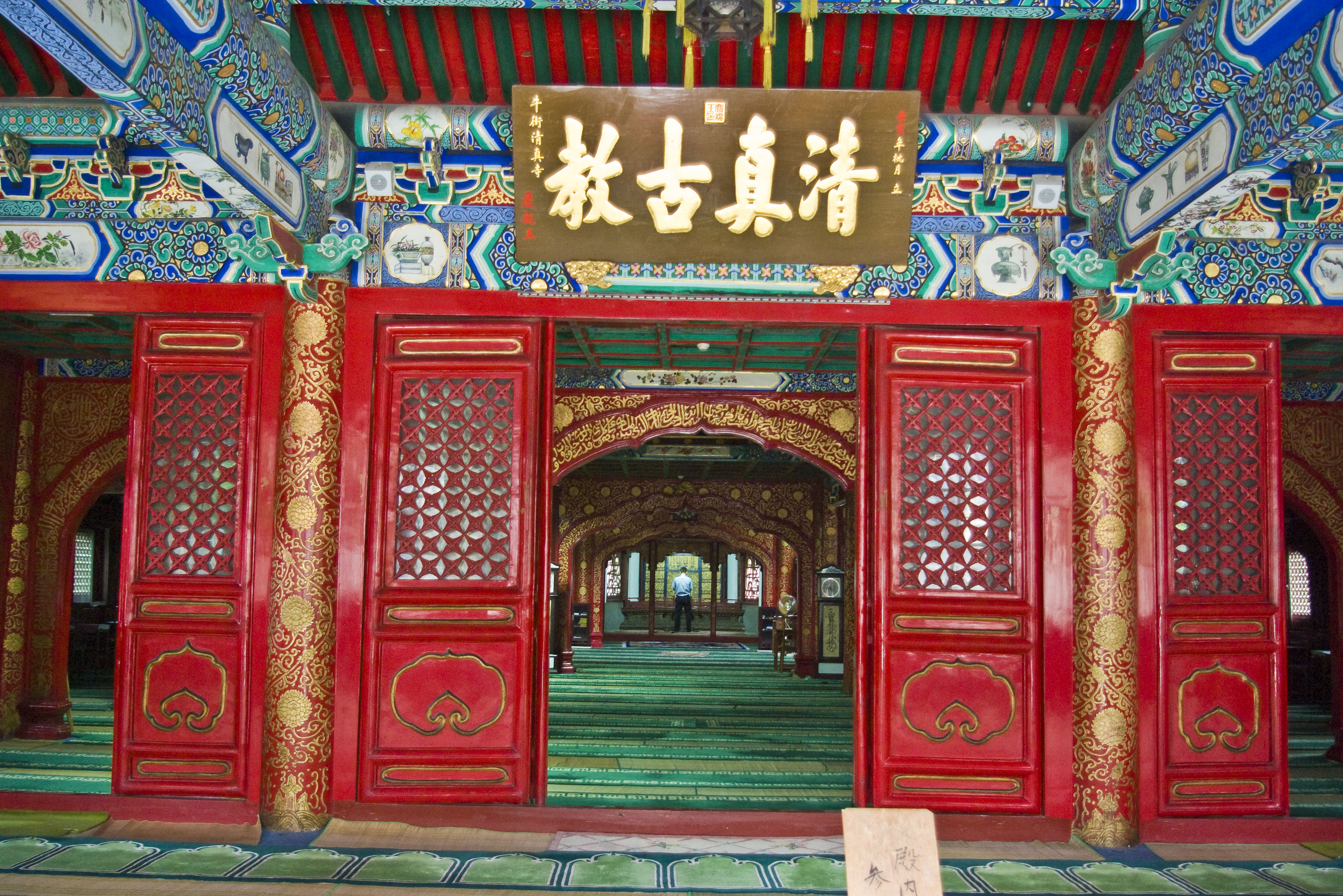
Sala principal.

## Historia
La mezquita de Niujie fue construida en 996 durante la era de la Dinastía Liao (916-1125). Fue reconstruida en tiempos de la Dinastía Ming y expandida en 1696 con la Dinastía Qing. 
Desde la proclamación de la República Popular China ha sido restaurada en tres ocasiones: en 1955, 1979 y 1996.
El gobierno municipal de Pekín ha empezado a reconstruir el área residencial circundante, habitada en su mayoría por musulmanes. Las obras en las 26 hectáreas que rodean Niujie hará que 7 500 familias se trasladen. El proyecto convertirá Niujie en una calle comercial de estilo musulmán, que pasará a alojar tiendas, escuelas, guarderías y servicios públicos. Niujie en la actualidad (2007) es una angosta calle, con un habitante por cada 5.1 metros cuadrados. En los últimos años el gobierno de Pekín ha mejorado los suministros de agua, electricidad y gas. 